# Clarina kotschyi

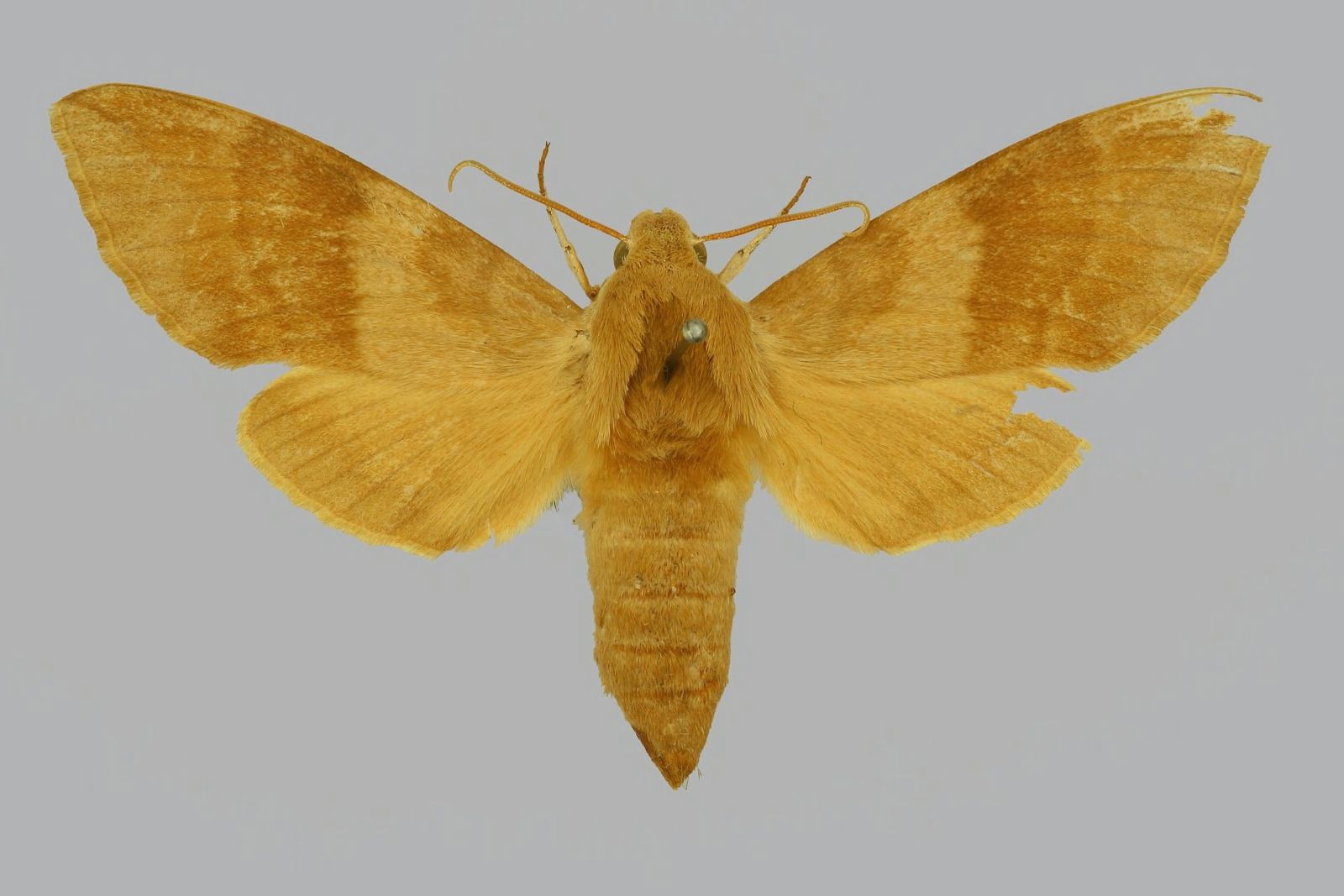
Clarina kotschyi, Weibchen

Clarina kotschyi ist ein Schmetterling (Nachtfalter) aus der Familie der Schwärmer (Sphingidae). Nach Kitching & Cadiou (2000) ist das Taxon die Schwesterart von Clarina syriaca, während letztere von Pittaway nur als Unterart von Clarina kotschyi betrachtet wird.

## Merkmale
Die Falter haben eine Flügelspannweite von 60 bis 80 Millimetern und sind damit deutlich größer als Clarina syriaca. Die Flügelmusterung der beiden ähnlichen Arten unterscheidet sich dadurch, dass C. syriaca deutlich weniger und blassere schräge Binden auf den Vorderflügeln hat und deren Außenrand weniger gezähnt ist. Die Flügelfarbe von C. kotschyi ist sehr variabel und reicht von rötlichbraun bis blass grau mit brauner Bestäubung.
Die Raupen werden 55 bis 70 Millimeter lang. Sie sind anfangs drei bis vier Millimeter lang und blassgelb gefärbt. Sie haben einen zylindrischen Körperquerschnitt und ein schwarzes, gerades, nahezu gerade nach oben gerichtetes, 1,25 Millimeter langes Analhorn. Nach der ersten Nahrungsaufnahme verfärben sich die Tiere gelblich-grün. Im zweiten Stadium ist das Analhorn rosa gefärbt und der Körper zeigt bereits die endgültige Färbung: Seitlich des Rückens verläuft je eine gelbe Längslinie vom Kopf bis zum Analhorn, am Körper befinden sich zahlreiche gelbe Punkte und der Rücken eines jeden Segments trägt ein umgekehrtes V. Im letzten Raupenstadium vergrößert sich das dritte Thoraxsegment und das erste Hinterleibssegment, damit die davor liegenden Segmente sowie der Kopf bei einer Bedrohung darin zurückgezogen werden können. Außerdem ist die grüne Grundfarbe unterhalb der dorsolateralen Längslinie etwas graublau übertüncht und ein schmaler ventrolateraler Strich tritt oberhalb der Thorakalbeine auf.
Die ovalen Eier messen 1,5 mal 1,25 Millimeter. Sie sind blass gelblich-grün und schließen häufig eine deutlich erkennbare Luftblase ein, wie es auch bei den Eiern des Lindenschwärmers (Mimas tiliae) zu beobachten ist.
Die Puppe ist 35 bis 48 Millimeter lang. Sie hat Ähnlichkeit mit der des Oleanderschwärmers (Daphnis nerii). Die Flügelscheiden sind durchsichtig braun, wobei die Flügeladern durch Linien dunkelbrauner Flecken hervorgehoben sind. Wie auch beim Oleanderschwärmer sind die Facettenaugen teilweise mit einer halbmondförmigen Musterung gerandet. Die Stigmen sind dunkel umrandet.

## Vorkommen und Lebensraum
Die Art ist vom iranischen Hochland über Mesopotamien bis in die östliche bzw. zentrale Türkei verbreitet. In der Zentraltürkei treten Hybridpopulationen mit C. syriaca auf. Im Zentraliran, wo die Art lokal bis in Höhen von 2000 Metern vorkommt, bewohnt sie Bergtäler mit Buschbewuchs, Weingärten und isoliert stehenden Bäumen. In manchen Weinanbaugebieten kann sie sehr häufig auftreten.

## Lebensweise
Die Falter ruhen tagsüber versteckt im dichten Blattwerk der Raupennahrungspflanzen oder auf Steinen am Erdboden. Ab der Abenddämmerung beginnen alle Tiere, auch jene, die erst am Nachmittag geschlüpft sind, zu fliegen. Anfangs suchen sie für kurze Zeit Nektarquellen.

### Flug- und Raupenzeiten
Die Falter fliegen in drei sich überlappenden Generationen pro Jahr von Anfang Mai bis Ende August. Die Raupen kann man von Anfang Mai bis September beobachten. Häufig treten mehrere Stadien zur gleichen Zeit auf.

### Nahrung der Raupen
Die Raupen ernähren sich von Weinrebe (Vitis vinifera), Jungfernreben (Parthenocissus) und Ampelopsis.

## Entwicklung
Die Weibchen legen ihre Eier einzeln an der Ober- und Unterseite der Blätter der Raupennahrungspflanzen ab. Sie bevorzugen Pflanzen, die an der Hangkante von Schluchten, an den Rändern von Weingärten oder in Gärten wachsen. Während ihrer gesamten Entwicklung sitzt die Raupe immer langgestreckt auf der Blattunterseite entlang der Mittelrippe und zeigt während des Fressens selten mehr als den Kopf und die ersten beiden Thoraxsegmente. Die Raupen leben äußerst versteckt und ziehen sich bei der kleinsten Beunruhigung zurück. Ihre Bewegungen sind langsam, bedacht oder ruckartig. Die Raupen sind sehr gefräßig und fressen kontinuierlich über die Dauer ihrer Entwicklung. Kurz vor der Verpuppung verfärben sich die Tiere rötlichbraun und benetzen ihren Körper mit Speichelsekret, um sodann im Schutz der Dunkelheit von der Nahrungspflanze herunterzuklettern. Die Verpuppung findet in einem locker gesponnenen Kokon aus hellbrauner Seide zwischen Pflanzenteilen und Steinen an der Basis eines Felsens oder eines Grasbüschels statt. Die Puppe überwintert. Parasitoide der Art sind nicht bekannt.

## Belege